# نووایا درونیا (شهرستان بلبیفسکی، باشقیرستان)
نووایا درونیا (به لاتین: Novaya Derevnya) یک منطقهٔ مسکونی در روسیه است که در باشقیرستان واقع شده‌است.